# Kenyah Sandy
Kenyah Sandy (* 2007 oder 2008) ist ein britischer Schauspieler. Internationale Bekanntheit erlangte er durch seine Hauptrolle in dem Film Education (2020).

## Leben
Kenyah Sandys Familie stammte ursprünglich aus Kenia und Grenada. Sein Vater ist der bekannte Choreograf Kenrick Sandy, der 2017 für seine Verdienste um die Tanzkunst als Member of the Order of the British Empire (MBE) geehrt wurde. Seine Mutter arbeitet als Tanzlehrerin und Produzentin. Er hat einen Bruder.
Sandy verfolgte wie seine Eltern früh eine Karriere als Tänzer und erhielt Tanzunterricht an den Londoner Pineapple Studios. Seine erste Bühnenrolle war die des jungen Simba in dem Musical Der König der Löwen im Londoner West End. Später folgten weitere Auftritte an Londoner Theatern, darunter am Sadler’s Wells Theatre und Barbican Centre sowie in dem Musical Caroline, or Change am Hampstead Theatre. Auch trat Sandy als Tänzer neben seinem Vater auf.
Sein Filmdebüt gab Sandy 2020 mit einer Nebenrolle in David E. Talberts Musicalfilm Jingle Jangle Journey: Abenteuerliche Weihnachten!. Den Durchbruch als Schauspieler ebnete ihm im selben Jahr seine Hauptrolle in dem von der BBC One ausgestrahlten Spielfilm Education (2020). Im fünften Teil von Steve McQueens preisgekrönter Filmreihe Small Axe übernahm der 13-Jährige die Rolle des ein Jahr jüngeren Kingsley, der in den 1980er-Jahren vom englischen Schulsystem aufgrund seiner afrokaribischen Wurzeln Diskriminierung erfährt. Zur Vorbereitung auf die Dreharbeiten sah sich Sandy u. a. McQueens Film Widows – Tödliche Witwen (2018) gemeinsam mit seiner Mutter an und sprach mit Cousins, die unter Dyslexie litten. Der Filmemacher, der selbst unter Dyslexie litt, überhäufte den jungen Schauspieler für seine Darstellung später mit großem Lob und spielte mit dem Gedanken, eine Fortsetzung mit ihm zu drehen. McQueen bezeichnete Sandy als „boy wonder“ und stufte seine Leistung als „absolut atemberaubend“ sowie als inspirierend für ihn ein. Auch Filmkritiker lobten ihn für seine engagierte Spielweise.

## Filmografie
- 2020: Jingle Jangle Journey: Abenteuerliche Weihnachten! (Jingle Jangle: A Christmas Journey)
- 2020: Education